# اندیس خاک صنعتی قازانداغی
خاک صنعتی قازانداغی* یک اندیس غیرفلزی است که در حوالی شهر تاکستان استان قزوین قرار دارد و مادهٔ معدنی موجود در آن، خاک صنعتی است.سنگ میزبان این اندیس ریولیتهای سازند کرج است و دیرینگی آن به دوران ائوسن می‌رسد. در این اندیس، پاراژنز‌های فلدسپات - کوارتز یافت می‌شوند.